# 9825 Oetken
A 9825 Oetken (ideiglenes jelöléssel 1214 T-3) a Naprendszer kisbolygóövében található aszteroida. Cornelis Johannes van Houten, Ingrid van Houten-Groeneveld és Tom Gehrels fedezte fel 1977. október 17-én.